# Josina von Aerssen
Josina Anna Petronella van Aerssen, provdaná baronka Giustina Boetzelaer (3. ledna 1733 – 3. září 1797) byla holandská hudební skladatelka, malířka, šlechtična a dvorní dáma.

## Život
Josiným otcem byl Cornelis van Aerssen a matkou Anna Albertina von Schagen Beijeren. V roce 1786 se provdala za barona Carela van Boetzelaera.
Josina van Aerssen byla dvorní dámou britské princezny Anny Hannoverské, která se provdala za nizozemského prince Viléma IV. Oranžského. Byla amatérskou malířkou a namalovala portrét princezny Karolíny. Ve dvoře se také amatérsky věnovala hudební tvorbě.
V roce 1780 publikovala několik kompozic. Byly inspirovány italskou hudbou a pro nizozemskou tvorbu byly unikátní. Zemřela ve věku 64 let v IJsselsteinu.